# Sijoté-Alín

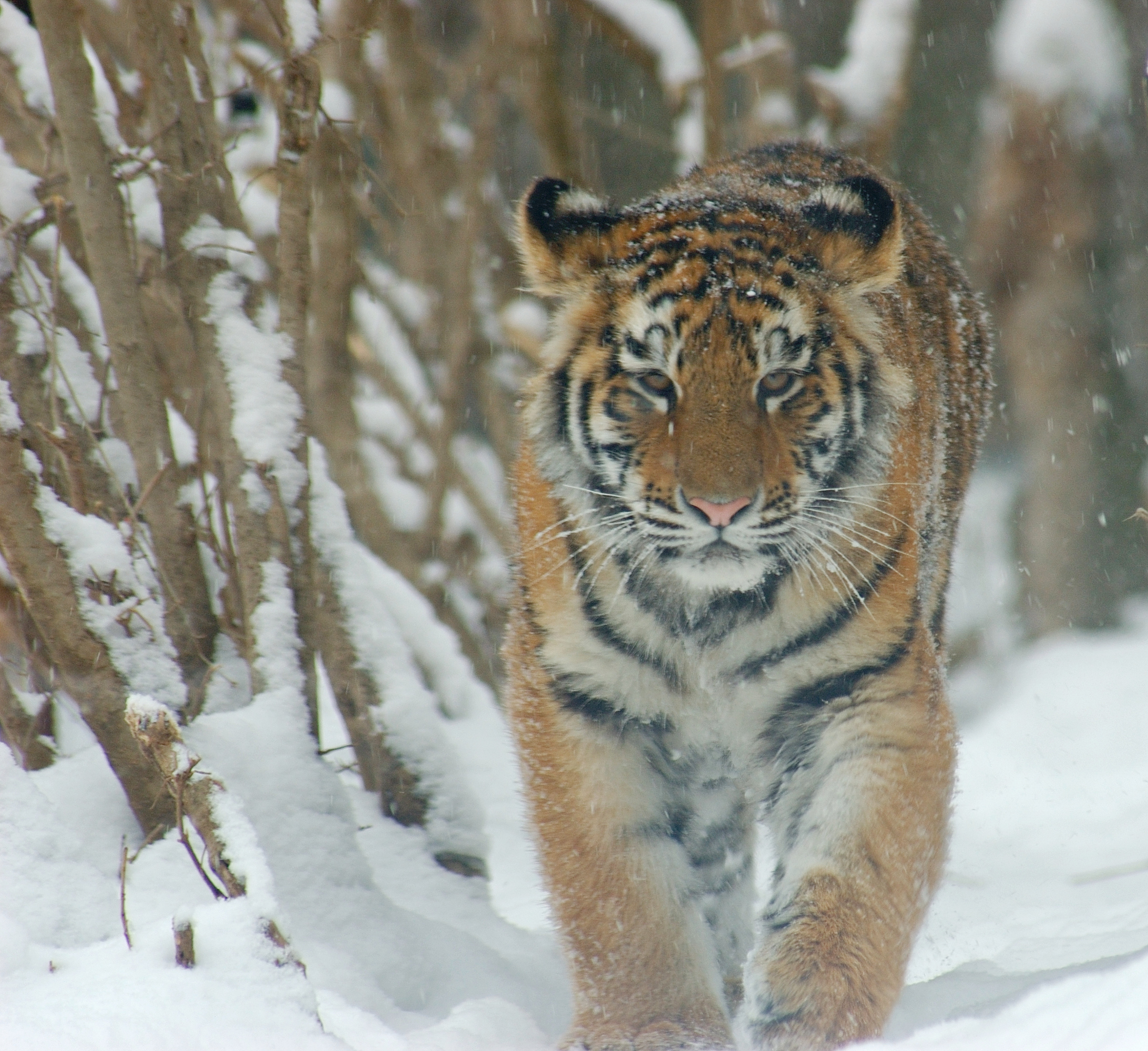
Sijoté-Alín es el hogar del tigre siberiano (Panthera tigris altaica), el mayor felino del mundo.

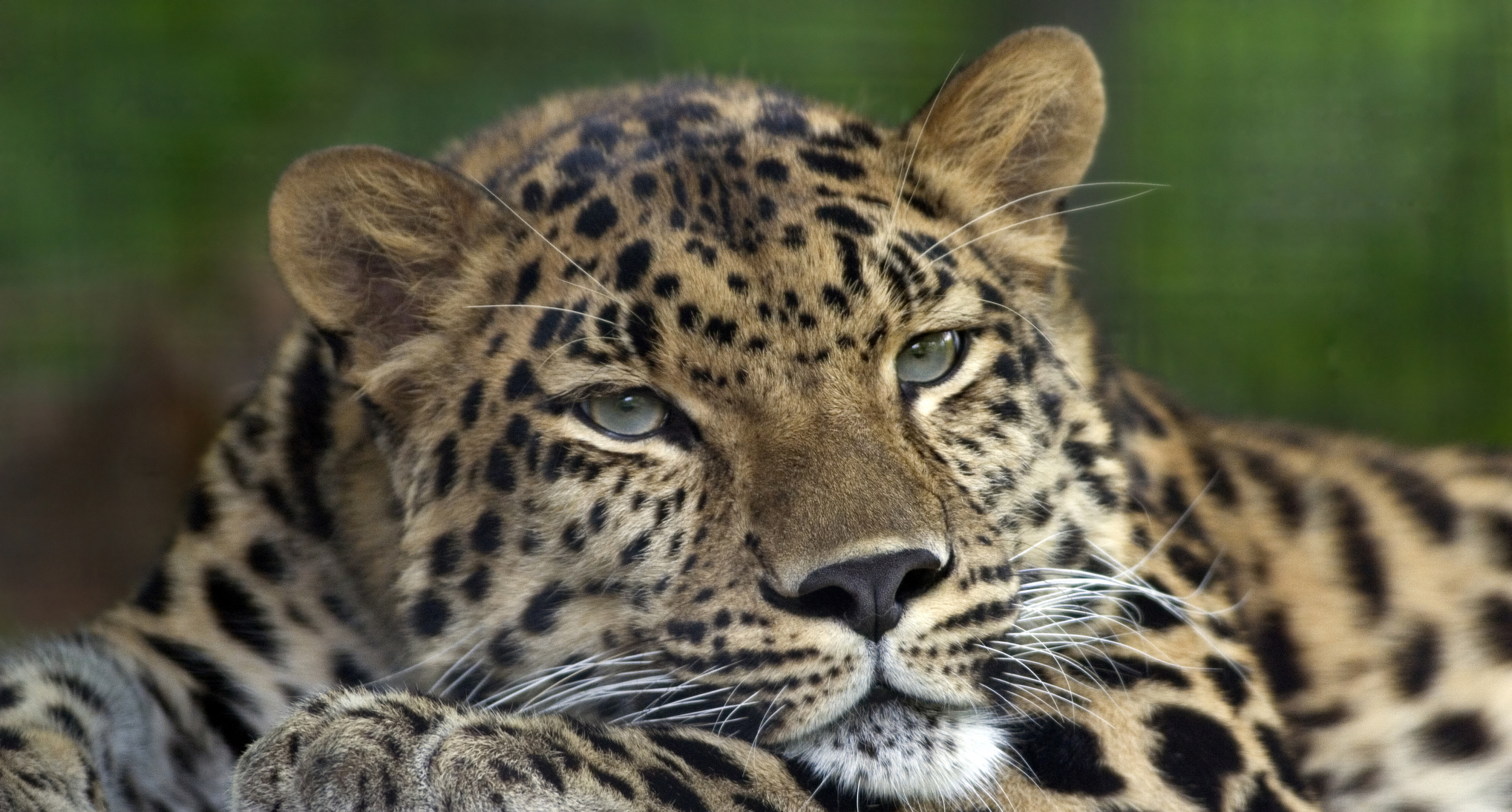
Los últimos leopardos del Amur en libertad viven en este territorio.

Sijoté-Alín (en ruso: Сихотэ-Алинь) es una cordillera en el krai de Primorie y el krai de Jabárovsk, Rusia, que se extiende aproximadamente por 900 km hacia el noreste desde el puerto ruso en el Pacífico de Vladivostok. El punto más elevado corresponde al monte Anik (1933 m s. n. m.).
El Sijoté-Alín comprende una de las más extraordinarias zonas templadas del mundo. Especies típicas de la taiga tales como el reno y el oso pardo coexisten con especies tropicales como el tigre siberiano, el leopardo del Amur y el oso tibetano.
El gran refugio de vida natural del Sijoté-Alín fue creado para preservar su inusual vida salvaje. En 1978, la Unesco inscribió Sijoté-Alín como Reserva de la Biosfera.  En 2001, la UNESCO inscribió «Sikhote-Alin central» en la Lista del Patrimonio de la Humanidad, citando su importancia para «la supervivencia de especies en peligro de extinción como el serreta china de flancos escamados, el búho de Blakiston y el tigre del Amur». El sitio tenía una superficie total de 16 319 km², de los cuales el núcleo terrestre de la Reserva natural Sijoté-Alín, Zapovednik, comprendía 3985 km². En 2018, el sitio se amplió en 11 605 km² al incluir el parque nacional de Bikin bajo el nombre de «Valle del río Bikin».

## Geografía
Sikhote-Alin es una zona templada, aunque coexisten especies típicas de la taiga septentrional (como el reno y el  oso pardo de Ussuri) con el  tigre de Amur, el leopardo de Amur y el  oso negro asiático. En la región hay muy pocos lobos, debido a la competencia con los tigres. El árbol más longevo de la región es un Tejo japonés milenario.
Muchos afluentes del río Amur se encuentran dentro de la cordillera, incluido el Gur.
La zona núcleo sólo puede explorarse en compañía de guardabosques.
| Código  | Nombre                       | Lugar                                        | Coordenadas                        | Superficie |
| ------- | ---------------------------- | -------------------------------------------- | ---------------------------------- | ---------- |
| 766-001 | Reserva natural Sijoté-Alín  | Distrito de Ternei                           | 45°20′N 136°10′E / 45.333, 136.167 | 401 428 ha |
| 766-002 | Reserva Zoológica de Goralij | Zona costera del mar del Japón, N. de Ternéi | 45°20′N 136°50′E / 45.333, 136.833 | 4749 ha    |

Entre 1910 y 1920, el Sijoté-Alín fue extensivamente explorado por Vladímir Arséniev (1872–1930) quien describió su aventura en varios libros, especialmente Dersu Uzala (1923), que en 1975 fue llevado al cine por Akira Kurosawa, consiguiendo un Oscar.
En el año 1947 una lluvia de meteoritos se produjo en la zona dando lugar al meteorito de Sijoté-Alín.

## Historia
Se cree que el nombre es de origen manchú (en manchú: alin "montaña").
Los grandes refugios de vida silvestre Sijoté-Alín y Lazó se crearon en 1935 para preservar la inusual vida silvestre de la región.
El 12 de febrero de 1947 se produjo en las montañas de Sijoté-Alín una de las mayores lluvias de estrellas de la historia reciente. El meteorito de Sijoté-Alín explotó en la atmósfera al caer, haciendo llover muchas toneladas de metal sobre una región elíptica de aproximadamente 1,3 kilómetros cuadrados (0,5 mi²). Los meteoros formaron cráteres; el mayor tenía un diámetro de 26 metros (85,3 pies).
En 2001, la UNESCO inscribió el "Sijoté-Alín Central" en la Lista del Patrimonio Mundial, citando su importancia para "la supervivencia de especies en peligro de extinción como el esmerejón de cara escamosa (chino), el búho pescador de Blakiston y el tigre de Amur". El sitio del Patrimonio Mundial tenía una superficie total de 16 319 kilómetros cuadrados (4 032 509,2 acre), de la cual la zona central terrestre de Sijoté-Alín Zapovednik comprendía 3985 kilómetros cuadrados (984 714,1 acre). En 2018, el sitio del patrimonio mundial se amplió en 11 605 kilómetros cuadrados (2 867 655,4 acre) al incluir el parque nacional de Bikin bajo el nombre de "Valle del río Bikin".

## Estructura geológica y topografía
La zona se extiende en un sector que comprende unos 1200 km por 250 km, con una altitud máxima 2090 m monte Tordoki Yani, también se alza a más de 2000 m sobre el nivel del mar  la montaña Ko (2003m). Las diez cumbres más altas son:
| N.º | Montaña      | Elevación (m) | Ubicación                                          |
| 1   | Tordoki-Yani | 2090          | Región de Jabárovsk, distrito de Nanái             |
| 2   | Ko           | 2003          | Región de Jabárovsk, distrito de Lazó              |
| 3   | Yako         | 1955          | Región de Jabárovsk, distrito de Soviétskaya Gavan |
| 4   | Anik         | 1933          | Krai de Primorie, distrito de Pozharski            |
| 5   | Durhe        | 1903          | Territorio de Jabárovsk, distrito de Lazó          |
| 6   | Oblachnaya   | 1855          | Krai de Primorie, distrito de Chugúyevka           |
| 7   | Bolotnaya    | 1814          | Krai de Primorie, distrito de Pozharski            |
| 8   | Sputnik      | 1805          | Territorio de Jabárovsk, distrito de Lazó          |
| 9   | Osray        | 1788          | Krai de Primorie, distrito de Ternéi               |
| 10  | Arsenieva    | 1757          | Primorski Krai, distrito de Pozharski              |

Por regla general, los picos más altos de Sijoté-Alín tienen un contorno muy marcado y están cubiertos en vastas zonas por grandes depósitos de piedra. Las formas del relieve recuerdan a los circos gravemente erosionados y a los kars de la glaciación de las montañas; dos pronunciadas formaciones de este tipo de forma circular regular se encuentran a 7 km al sur del pueblo Innokentievsky (12,5 km de diámetro) y 6 km al oeste de Vanino (8 km de diámetro). 
Se componen de sedimentos de pizarra arenosa con numerosas irrupciones de intrusiones, que dieron lugar a la presencia de yacimientos de oro, estaño y polimetales. En las depresiones tectónicas de Sijoté-Alín, los depósitos de roca y lignito carbón.
En las estribaciones, son comunes las mesetas de basalto. Por ejemplo, la bastante extensa meseta de Sovgavan se extiende aproximadamente 70 kilómetros al noroeste de la ciudad de Soviétskaya Gavan (La meseta de Soviétskaya Gavan es una zona formada principalmente por grandes colinas con pendientes muy suaves y montañas de cima plana, con una elevación gradual desde el corte del nivel del mar (aproximadamente 300 metros) hasta los 800-900 metros, muy por encima del nivel inferior de las nubes). También se pueden encontrar partes de las mesetas en la cuenca principal. La más grande es la meseta de Zevinsky, en la cuenca del alto Bikin y de los ríos que desembocan en el estrecho de Tatar. En el sur y el este, Sikhote-Alin está representado por cordilleras medias de fuerte pendiente, con numerosos valles longitudinales y hondonadas en el oeste y cimas en altitudes superiores a los 900 m.
En general, Sijoté-Alín tiene una sección transversal asimétrica. La macropendiente occidental es más suave que la oriental. En consecuencia, los ríos que fluyen hacia el oeste son más largos.
En el territorio de Sijoté-Alín no hay zonas con un alto grado de peligro de aludes. La mayor parte de la zona está ocupada por áreas con bajo grado de peligro de avalancha. Sólo los tramos superiores de los ríos Bikin, Jor, Anyuy, Koppi y Samarga poseen  zonas con peligro medio de aludes.
El sistema montañoso Sijoté-Alín es propenso a los terremotos.

## Regionalización
La sección transversal del macizo Sikhote-Alin presenta hasta ocho cordilleras de diferentes orientaciones.
La sección occidental está representada por tres dorsales meridionales (Azul, Azul Este y Fría).
La parte meridional de Sijot-Alin (en Primorie), al sur de los montes Przewalski, está representada en gran parte por picos montañosos boscosos de forma redondeada o simplemente regular. Destaca aquí la Meseta de Shkotovo.
El norte de Sikhote-Alin difiere considerablemente en su paisaje y es un terreno montañoso muy accidentado con vegetación de taiga, montones de rocas y profundas brechas por las que discurren ríos o arroyos.

## Flora
La vegetación de Sijoté-Alín es diversa: la parte sur y central de este país montañoso hasta una altitud de unos 500 m está cubierta de coníferas, bosques de hoja ancha con predominio de especies de vegetación de Manchuria; en la parte norte hay bosques de coníferas de pícea de Ayan y abeto blanco. La tundra de montaña se observa en altitudes elevadas. En las tierras bajas de las montañas, la hierba puede alcanzar una altura de 3,5 m y crece en una alfombra continua.
En las estribaciones de Sijoté-Alín viven endémicos de montaña son la microbiota de coníferas y el alerce de Olginskaya.
En las últimas décadas, los silvicultores han observado la desecación de los bosques de abetos y píceas de Sikhote-Alin (Manko, 2003). Hay varias razones para esto: daño a los árboles por enfermedades virales, cambios en el régimen de aguas subterráneas. Sin embargo, la razón principal de este fenómeno debe ser considerada el cambio climático global. Las enfermedades ya son consecuencia del debilitamiento de los árboles, la inconsistencia de su programa genético con las condiciones ambientales que han cambiado como resultado del cambio climático global. A medida que cae el abeto de Ayan, el cedro coreano y algunas especies de hoja ancha se vuelven más activas. En resumen, en Sikhote-Alin se produce una sucesión climatogénica de la vegetación.

## Clima
El clima de las laderas orientales es más bien templado y nevado, determinado por las frecuentes incursiones de ciclón desde el mar de Japón, mientras que las laderas occidentales presentan un continental más abrupto y poca nieve. Las temperaturas medias diarias en enero oscilan entre -8 °C en el sureste y -15 a -22 °C en las zonas central y septentrional. Sin embargo, en las montañas del centro y norte de Sikhote Alin, las temperaturas nocturnas pueden descender por debajo de -45 grados.
En las zonas meridionales nieva durante 4-5 meses, de diciembre a abril, y en las septentrionales, desde principios de octubre hasta finales de mayo, es decir, unos ocho meses. La distribución de las precipitaciones durante el periodo invernal es desigual, con máximas alturas de la capa de nieve en marzo. Toda la macrovertiente oriental (zona costera) experimenta fuertes nevadas, intensas tormentas de nieve y profundos deshielos durante el invierno. La precipitación anual es elevada (hasta 800-1000 mm), pero la mayor parte cae en el periodo primavera-verano.
En general, el clima es bastante duro para los humanos - casi todo el territorio de Sijot-Alin, excepto las regiones meridionales de Primorie, está clasificado oficialmente como zona con condiciones climáticas desfavorables y se equipara al «Extremo Norte».
La duración del período de  peligro de aludes es de hasta 90 días, con un pico de actividad de aludes en enero-marzo, dependiendo del patrón de precipitaciones durante el período frío. Los volúmenes de aludes son bajos. En la mayor parte del territorio propenso a los aludes se encuentran aludes de menos de 10 mil m³, y sólo algunos de ellos en las zonas de crestas de la parte central de Sikhote-Alin pueden alcanzar los 30-50 000 m³.

## Desarrollo humano de la región
En las llanuras aluviales de los ríos Sikhote-Alin, los arqueólogos han descubierto los asentamientos del hombre antiguo del Neolítico (siglos V-III a. C.). Los asentamientos estaban situados en terrazas de 4-6 m de altura. Esta antigua cultura de la parte sur de Primorie fue llamada Zaisanovsky por los especialistas. Es interesante que muchos de los artefactos descubiertos por los científicos estaban hechos de obsidiana: placas en forma de cuchillo, punzones, raspadores, puntas de flecha mecanizadas de doble cara, cuchillos triangulares con hoja biselada, cuchillos y puntas de pizarra.
Durante las excavaciones en una de las mesetas de Sikhote Alin, los arqueólogos encontraron el casco de una enorme estructura de piedra. La disposición de la estructura sugiere que el yacimiento pertenece al periodo Balhae (siglos VI-IX). La naturaleza de los hallazgos lleva a la conclusión de que se trata de un palacio del Bohai, que existió en Manchuria, el territorio de Primorie y la parte norte de la península de Corea hace más de 1000 años. En las montañas de Sikhote Alin ya se han encontrado restos de las estructuras de esta antigua cultura: una torre de señales, un castillo y varias fortificaciones, a las que se atribuyen funciones no sólo protectoras, sino también religiosas.
Como todos los territorios montañosos, Sikhote Alin comenzó a ser desarrollado por el hombre a lo largo de los valles de los grandes ríos, principalmente el Amur y el Ussuri; a lo largo de las fértiles llanuras del curso bajo de los ríos de tamaño medio, como el Anyuy, el Khor, el Bikin, el Ussurka (Iman). Los primeros centros de civilización surgieron también cerca de puertos marítimos convenientes, en los estuarios de los ríos de la cuenca marítima. El avance de la civilización hacia el curso superior de los ríos de esta región comenzó con la aparición de las primeras minas a mediados del siglo XX. Tras la Disolución de la Unión Soviética, comenzó la caza furtiva masiva e incontrolada en los bosques profundos de Sukhote Alin. Durante este período relativamente corto de deforestación activa, el equilibrio ecológico de la región se ha visto seriamente amenazado.
Las zonas forestales de Sikhote-Alin también sufren numerosos incendios anuales - a veces, vastas zonas de taiga arden y, a lo largo de muchas decenas de kilómetros, la madera muerta de abetos y alerces es típica de las colinas, que poco a poco se cubren de árboles de hoja caduca (bosque secundario).  
Los mayores incendios forestales se produjeron en octubre de 1976 en la región de Jabárovsk La magnitud de la catástrofe fue tan grande que en Moscú se creó un comité gubernamental encabezado por Kosygin Aleksey Kosygin y en la ciudad se estableció la sede de emergencia del Comité Ejecutivo Regional de Jabárovsk. Decenas de asentamientos de la taiga, varias empresas madereras y de transformación de la madera, depósitos de municiones ardieron en llamas en diversos lugares. El incendio masivo de la taiga provocó vientos huracanados de hasta 40 metros por segundo, que derribaron árboles centenarios y arrancaron los tejados de las casas de varias plantas. El incendio forestal duró 14 días y quemó unos 400 millones de metros cúbicos de madera, según estimaciones muy aproximadas. También los asentamientos poblados de la región de Jabárovsk se vieron afectados en diverso grado, y hubo víctimas humanas. Las consecuencias de este incendio todavía pueden verse hoy, 40 años después. 
Las zonas montañosas de Sijot-Alin siguen prácticamente despobladas. La mayoría de las ciudades y aldeas grandes están situadas en las estribaciones del sur de Primorie, la zona más favorable para los asentamientos humanos, a lo largo de los valles de los ríos Ussuri y Amur y a lo largo de la costa del mar de Japón. En la parte central y septentrional hay pequeños asentamientos a lo largo de la única vía férrea tendida aquí.
En 1943-1945 se construyó la Línea principal Baikal-Amur, un ferrocarril de vía única a través de Sijote-Alin desde Komsomolsk-on-Amur hasta el puerto de Vanino y la ciudad de Gavan Soviética con una longitud de 445 km. A través del [paso Kuznetsovsky se condujo un túnel ferroviario de 413 metros de longitud. En 2011, con el fin de aumentar la capacidad del ferrocarril, se perforó un nuevo túnel de 3890 m de longitud. Actualmente se está llevando a cabo una reconstrucción activa de las vías del ferrocarril.
En otoño de 2017, se construyó un tramo de carretera (número antiguo - R454) desde el puerto de Vanino hasta el pueblo de Lidoga a través de Sikhote-Alin con acceso a la carretera de Jabárovsk a Komsomolsk-on-Amur, con una longitud total de 319 km. El firme de la carretera es de asfalto. La carretera atraviesa las montañas a lo largo del paralelo 49.